# El Campanario y Oradel
El Campanario y Oradel är en ort i Mexiko. Den är belägen i kommunen Nuevo Laredo och delstaten Tamaulipas, i den nordöstra delen av landet, 900 km norr om huvudstaden Mexico City. El Campanario y Oradel ligger 144 meter över havet och antalet invånare är 6 951.
Terrängen runt El Campanario y Oradel är platt. Runt El Campanario y Oradel är det tätbefolkat, med 276 invånare per kvadratkilometer. Närmaste större samhälle är Nuevo Laredo, 10,2 km öster om El Campanario y Oradel. Trakten runt El Campanario y Oradel består i huvudsak av gräsmarker.
Ett varmt stäppklimat råder i trakten. Årsmedeltemperaturen i trakten är 26 °C. Den varmaste månaden är juni, då medeltemperaturen är 34 °C, och den kallaste är januari, med 14 °C. Genomsnittlig årsnederbörd är 591 millimeter. Den regnigaste månaden är september, med i genomsnitt 165 mm nederbörd, och den torraste är januari, med 12 mm nederbörd.